# 本田善光

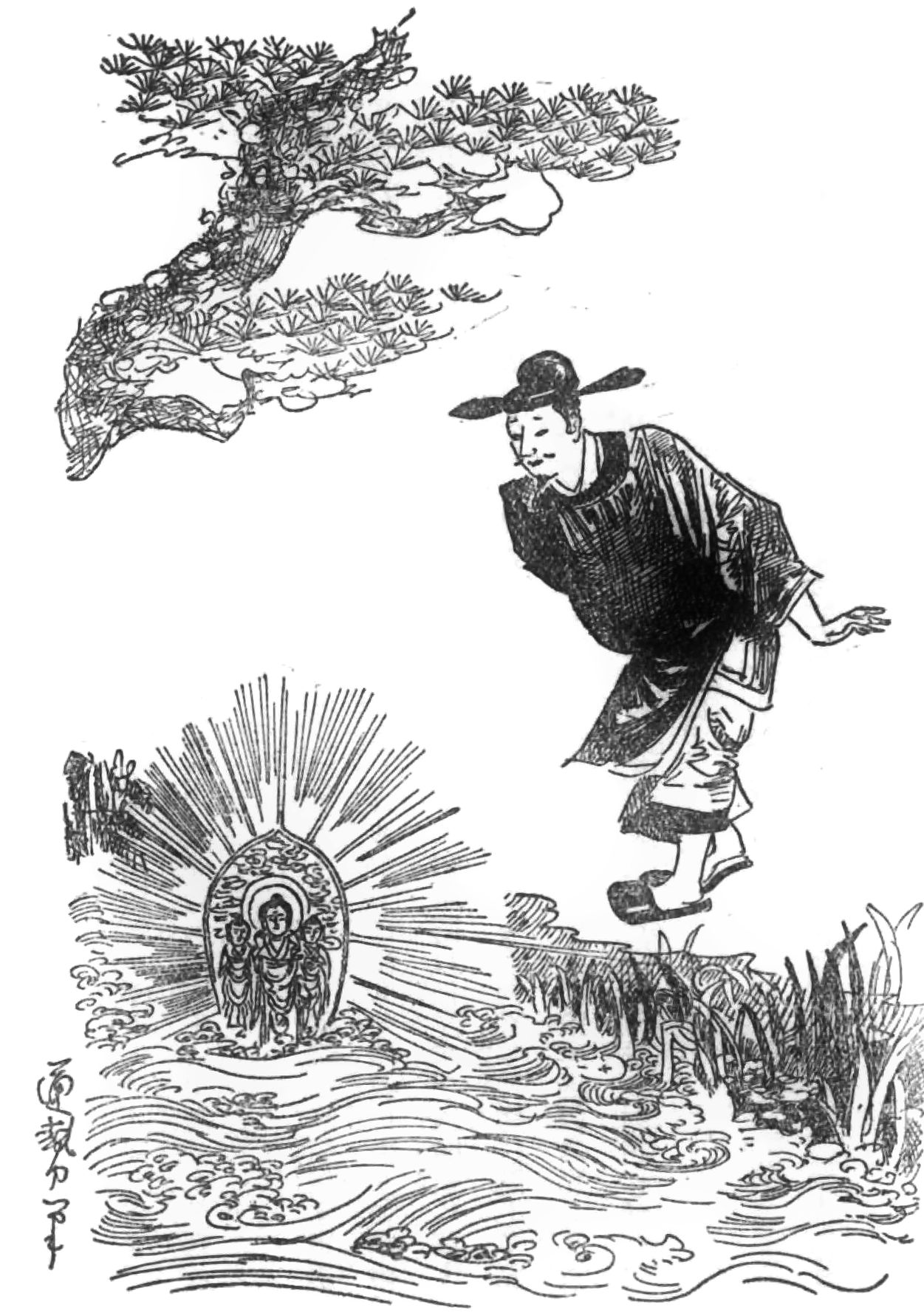
難波にて阿弥陀如来像を迎える本田善光（善光寺小誌）

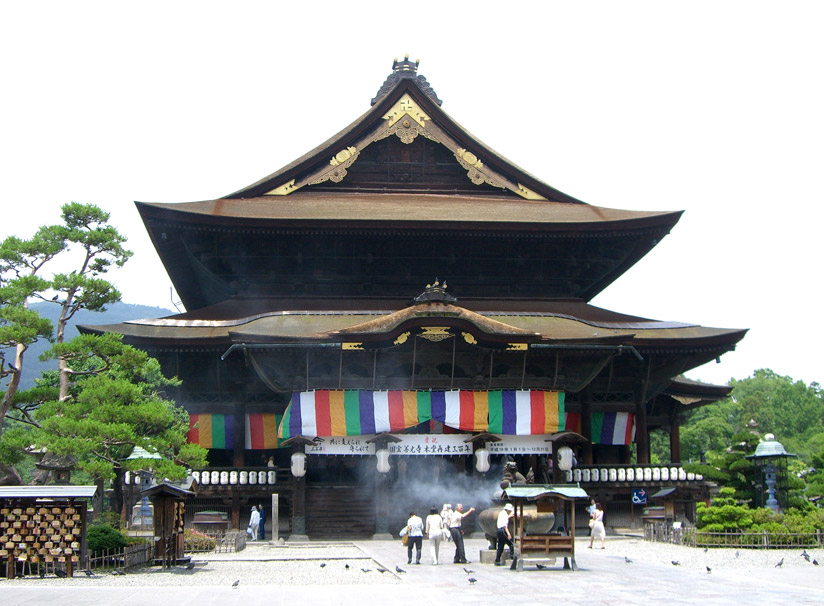
善光寺（長野県長野市）

本田 善光（ほんだ よしみつ、本多 善光とも）は、飛鳥時代の人物。善光寺の名の由来となった。架空の人物だという説もある。

## 概要
信濃国で貧しい暮らしをしていたが、600年に信濃国司の供として都(大和国)に上った際、難波の堀江でかつて物部守屋によって打ち捨てられた百済から渡来した阿弥陀如来像と出会う。肩におぶさって来た如来に喜び、善光は家に連れて帰って臼の上に祀ったところ、光ったことから坐光寺の由来となった。
阿弥陀如来は、信濃国伊那郡の若麻績里(現在の長野県飯田市の元善光寺)に祀っていたが、
642年には如来のお告げにより、信濃国水内郡芋井の郷（現在の善光寺の所在地）に御堂を建てて如来を移動することとなったが、途中の諏訪郡で6年間安置された。これが 善光寺 (諏訪市)の由来である。
643年、亡くなった善光の子・善佐を如来が地獄に救いに行ったところ、なんと当時の皇極天皇に会う。善佐の願いから、如来は皇極天皇も生き返らせてあげた。皇極天皇はこのことを感謝し、善佐と善光にそれぞれ信濃と甲斐を与えることにした。そして皇極天皇は如来のために立派な御堂を建て、善光の名をとって善光寺と名付けられた。
『伊呂波字類抄』では若麻績東人（わかをみ の あずまんど）とも称される。長野市の善光寺には現在でも、開山像を安置する「御三卿の間」があり、善光と妻の弥生御前、子の善佐の像が安置されている。

## 子孫
坂内直頼が元禄５年（1646）に出した『善光寺縁起』には本多善光の子孫が記され、代々如来に帰依して奉仕した、とある。
それは以下の通りである。
- 初代　　　若麻績東人善光（本多善光。如来様に奉仕すること十三年）
- 二代　　　善佐（よしすけ、奉仕すること二十年）
- 三代　　　諸身（もろみ、奉仕すること二十年）
- 四代　　　意比（もとちか）
- 五代　　　常世（とこよ、奉仕すること三十年。以上の三人は善佐の息子）
- 六代　　　国依（こくより、諸身の子。奉仕すること三年）
- 七代　　　高倚（たかより、国依の子。奉仕すること十九年）
- 八代　　　大国（おおくに、国依の子。奉仕すること十年）
- 九代　　　東世（あずまよ、諸身の子。奉仕すること九年）
- 十代　　　広道（ひろみち、高倚の子。奉仕すること三年）
- 十一代　　利成（としなり、広道の子。奉仕すること二年）
- 十二代　　寛膳（かんぜん、利成の子。奉仕すること七年）
- 十三代　　高雄（たかお、広道の子。奉仕すること七年）
- 十四代　　正常（まさつね、高雄の子）
- 十五代　　時国（ときくに、正常の子）
- 十六代　　豊範（とよのり、正常の孫）
- 十七代　　安平（やすひら、豊範の子）
- 十八代　　時海（ときうみ、安平の子）
- 十九代　　時邦（ときくに、安平の子）
- 二十代　　為重（ためしげ、時邦の子）
- 二十一代　知里（ともさと）
- 二十二代　知歳（ともとし）
- 二十三代　知門（ともかど、以上の三人は時海の子）
- 二十四代　衆延（もろのぶ）
- 二十五代　高節（たかとき、以上の二人は知歳の孫）
- 二十六代　知隆（ともたか、高節の子）

## その実在
善光寺縁起は伝説・物語だと思われる記述も多く、縁起の種類によっても本田善光の名前にぶれがあるため、その実在は疑わしい。善光寺は善光の名前からとったと伝わるが、古い縁起ではそもそも善光の名前が登場しない。そのため、本田善光は善光寺よりも後に創作された名前だと考えられる。
現在、有力とされるのは、「百済王善光」の名をとって善光寺と名付けられたという説である。この説は古くからあり、国学者・大石千引は1820年の本で「天智天皇の時難波に居を定められた百済王善光が善光寺の開基らしく、河内の誉田に住んでほんだ善光とも言ったのだろう」と書いている。善光寺#善光寺の創建と発展も参照。ただし、1820年の著作のため、大石千引の憶測の域を出ていないとも言える。